# Muralhas da cidade de Lubin

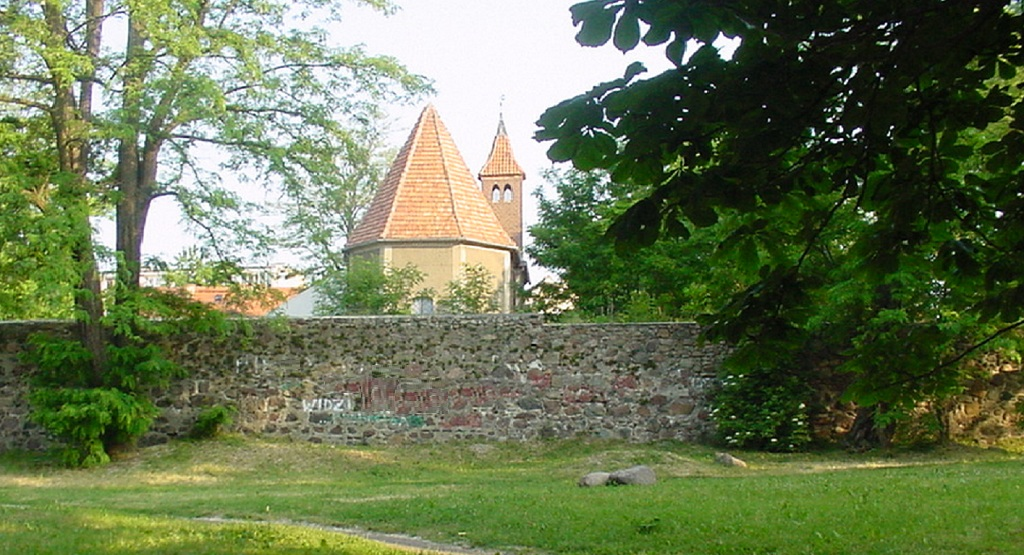
Muralha da cidade na Colina do castelo, no fundo a capela do castelo.

As muralhas da cidade de Lubin – construídas no século XIV provavelmente no lugar de muralhas velhas de terra fortalecidas pela paliçada que rodeando uma cidade cumpriam a função defensiva. A construção intensiva das muralhas da cidade ocorreu nos anos 1348-1358. Isto foi o resultado da dos tempos antes e durante da guerra civil entre os filhos de Boleslao III Generoso, quando em Lubin ficava a residência do príncipe Luís I. O fim da construção da muralha da cidade ocorreu na segunda metade do século XIV e neste tempo foram incluídas no sistema de defesa da cidade. 

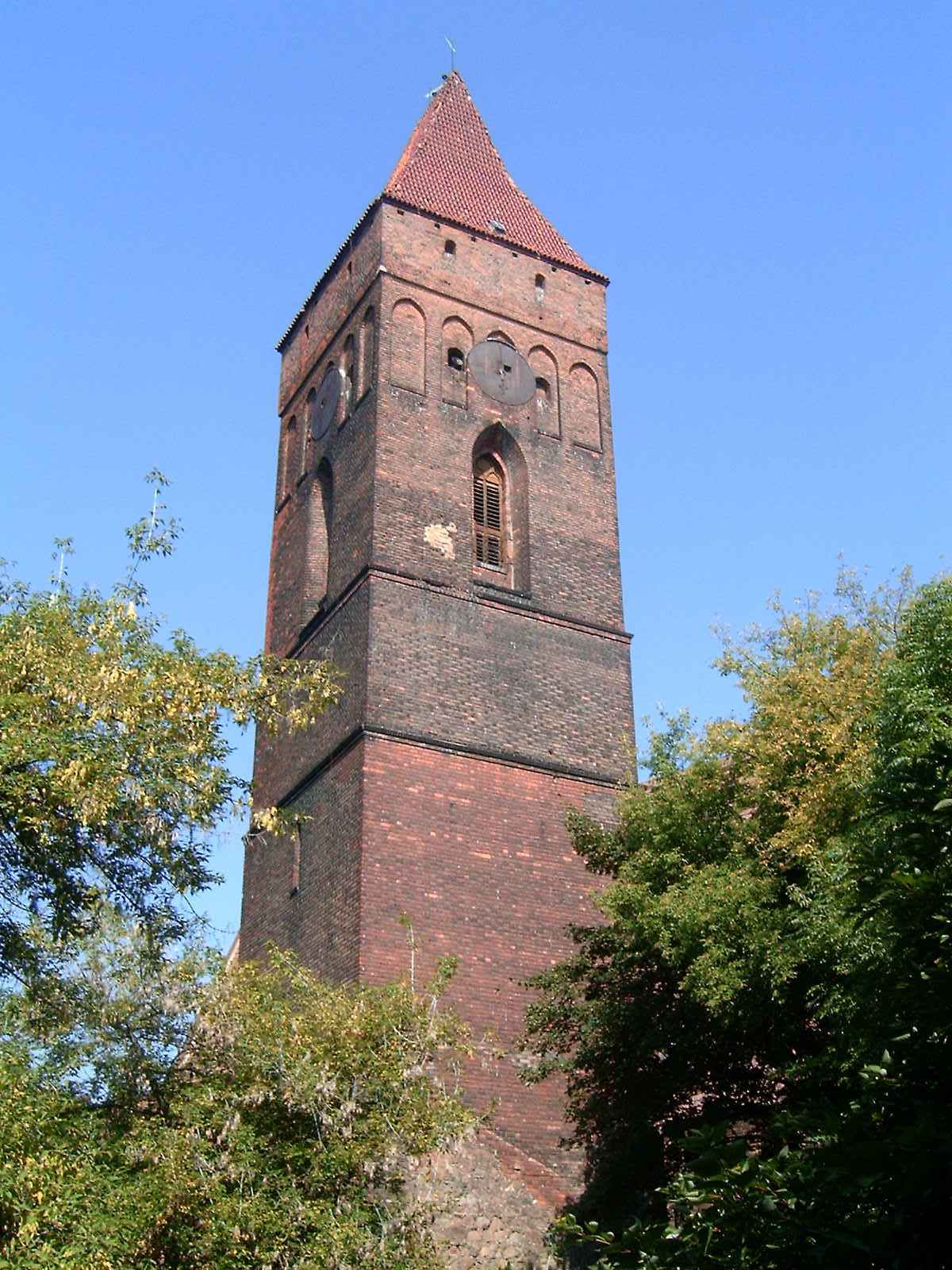
Cubelo quadrado na parte sudeste da muralha, aumentada no fim do século XV e transformada em torre sineira.

As muralhas foram construídas de pedra quebrada, rocha errática e tijolo ligados por argamassa calcária. Parte terrestre do todo sistema de fortificação foi feita de pedra, as partes mais altas - de tijolo gótico. A altitude inicial da muralha é estimada para 4–5 m, de gordura de 1,5 m na parte alta e mais do que 2 m na parte terrestre. No século XV as muralhas foram elevadas por 1 m. No período mais tarde, perdas foram enchidas por tijolo. A defesa das muralhas foi fortalecida em soma por 15 cubelos fechados e abertos do lado da cidade, emergidos no plano de retângulo situados em distância de 40 a 50 m cada. A entrada da cidade foi guardada por 3 portas: Głogowska, Ścinawska e Wrocławska, tambem chamada Legnicka. A mais fortificada foi a porta Głogowska com cubelo-porta. A porta Głogowska tinha muralha dupla e portão da frente com fosso triplo. O resto das portas tinham muralhas duplas, portões da frente, fossos duplos. Ao sistema defensivo da cidade foi incluído todo sistema do castelo. A totalidade tornou Lubin contemporâneo uma das cidades mais fortificadas na Silésia e graças a esse sistema defensivo resistiu às duas invasões hussitas nos anos 1428 e 1431. No fim do século XIV na parte sul da muralha foi feito um postigo para pedestres que conduziu de uma praça da igreja ao cemitério fora da muralha. O postigo foi assegurado por um portão da frente pequena, o cubelo quadrado constitui outro reforço do postigo. No século XV este cubelo foi mudado e transformado num alto campanário que ultrapassava o templo com qual foi juntada por alpendre de tijolo. O remate original das muralhas e cubelos do lado da cidade foram piers combativos com ameias. Uma delas é uma torre sineira que fica no lugar dum cubelo do século XV. No século XV e XVI - em relação com o uso de arma de fogo mais popular e mudança das atividades de cerco - o sistema existente das muralhas defensivas foi modernizado e desenvolvido. Os andares mais altos foram equipados em postos de artilharia, atrás da muralha foi emergida uma muralha de terra com fosso segundo.             
As muralhas de Lubin do século XIV foram inscritas no registro de monumentos.

## Estado atual
Até hoje no fragmento significativo de circuito da cidade velha foram preservados, no estado boa, 70% da muralha defensiva da cidade e uma parte de sistemas fortificado-defensivo. Entre eles são:
● Os postos de artilharia e campos de tiro no cubelo angular, situado no angular sudoeste das muralhas.
● Preservados no estado residual dois cubelos na parte sul das muralhas e 4 cubelos na parte norte das muralhas.
● O cubelo de Głogów com cubelo-porta.
● O cubelo quadrado sob a igreja, aumentada no fim do século XV e transformada em torre sineira.  
● O alpendre de tijolo, suspenso juntando a igreja com o cubelo velho.